# Monitoring photovoltaïque
Comme tout système de production d'énergie, les générateurs photovoltaïques ont besoin d'être suivis pour détecter les pannes et vérifier leur bon fonctionnement.
Il existe plusieurs stratégies de monitoring photovoltaïque en fonction de la puissance de l'installation et sa nature.
Le monitoring peut être réalisé sur site ou à distance. Il peut mesurer la seule production, récupérer toutes les données de l'onduleur ou récupérer l'ensemble des données des matériels communicants (des sondes, des compteurs, etc.).
Les outils de monitoring peuvent être dédiés à la seule supervision ou offrir des fonctionnalités supplémentaires.

## La récupération des données
Il existe plusieurs solutions techniques pour assurer le suivi des installations photovoltaïques, différentes selon le type et l'exactitude des informations transmises ainsi que par leur prix.

### Les solutions propres aux fabricants d'onduleurs
La première catégorie est la première à avoir vu le jour puisqu'elle provient d'un des acteurs majeurs de la chaîne photovoltaïque, l'onduleur.
Ces solutions ont l'avantage de remonter un maximum d'informations provenant de l'onduleur et de les fournir sur un afficheur local ou de les transmettre sur internet, en particulier les alertes de l'onduleur lui-même (température, perte de connexion avec les réseaux, etc.)
Cependant elles restent coûteuses pour les installations mono-onduleur et sont bien sûr liées à une marque d'onduleur. De plus, le comptage d'énergie (kWh) effectué par les onduleurs est plus ou moins précis en fonction du modèle.
Tous les fabricants d'onduleurs majeurs disposent d'un boitier d'acquisition de données. 

### Les solutions indépendantes connectées aux onduleurs
Les solutions "universelles" connectées aux onduleurs permettent de pallier l'inconvénient majeur des solutions des fabricants d'onduleurs, elles sont compatibles avec plusieurs marques (plus ou moins selon les modèles). Ces boitiers d'acquisition de données se connectent aux liaisons séries des onduleurs en respectant le protocole de chaque fabricant. Les solutions universelles sont généralement plus abordables que celles des fabricants d'onduleur. La transmission des données se fait le plus souvent par une liaison ADSL, mais également par GSM/GPRS ou RTC. Suivant les fabricants, d'autres appareils communicants peuvent être connectés à ces boitiers. En particulier, les capteurs météo (cellules, pyranomètres, anémomètres, thermomètres) et éventuellement des dispositifs de sécurité.
À noter que certains automates peuvent jouer le rôle de boîtier d'acquisition universel.

### Les solutions indépendantes non connectées aux onduleurs
La dernière catégorie est la plus récente dans le monde photovoltaïque. Elle consiste à remonter directement les informations de production d'énergie (kWh) sans utiliser l'onduleur.
Il y a aujourd'hui deux possibilités avec chacune leurs avantages. La première est de se connecter sur la sortie TIC des compteurs EDF (France), la seconde est de fournir un compteur communicant. Ces solutions permettent de suivre la seule production.
Pour pallier le manque d'information lié au suivi unique de la production, certaines sociétés proposent de croiser les données de production avec une mesure de l'ensoleillement (irradiation en Wh/m²) obtenue par analyse d'images satellite.

### La mesure de l'irradiation
La mesure de l’irradiation est essentielle pour garantir un contrôle précis des performances d’une installation. Sans cette mesure, impossible de vérifier le ratio de performance (PR) d’une installation.
Il y a différentes solutions pour suivre les données d’ensoleillement. Soit on se sert d’une ou plusieurs sondes installées à côté des panneaux photovoltaïques, soit on utilise des données satellites. Avec les informations sur la position de l’installation, l’inclinaison des panneaux et leur orientation, les données satellites permettent de connaître l’irradiation reçue par une installation photovoltaïque.

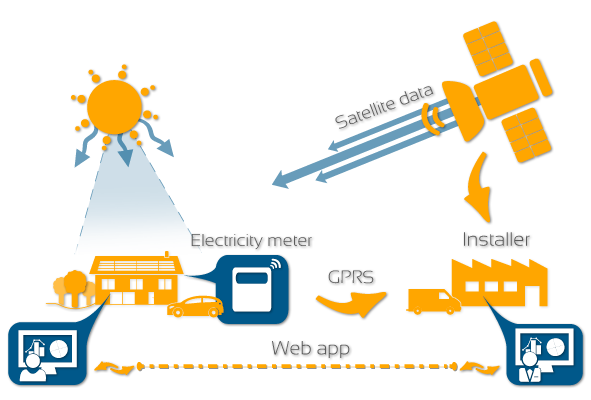
Monitoring photovoltaïque avec mesure de l'irradiation solaire

Si l’on compare ces deux possibilités d’acquisition d’informations, l’avantage des données satellite consiste en un prix plus bas pour une précision suffisante. En plus, cette solution ne nécessite aucune installation supplémentaire (et donc aucune maintenance). Par contre, les données collectées avec les pyranomètres ont l’avantage d’être plus précises. En fonction de la classe du pyranomètre, et donc de son prix, la précision peut aller jusqu’à 1 %, voire en deçà. Certaines solutions de monitoring utilisent des cellules témoins pour contrôler le fonctionnement du générateur. Cette solution est moins précise que l’utilisation d’un pyranomètre mais de surcroît plus économique que ce dernier.

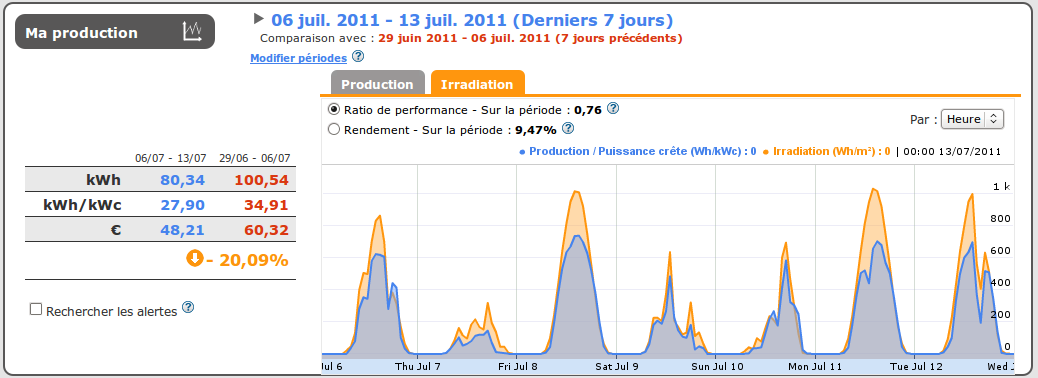
Logiciel pour monitoring photovoltaïque

Aujourd’hui, la plupart des systèmes de monitoring photovoltaïque fonctionnent avec des sondes.
Les solutions utilisant des images satellites sont moins nombreuses.

## Le traitement de l'information
Toutes les solutions précédemment citées disposent soit de portails en ligne, soit de logiciels locaux affectés à la supervision.
Les fabricants d'onduleurs ont presque tous mis en place un portail de récupération des données, fourni gratuitement à l'achat de leur système d'acquisition de données. Certains fabricants proposent néanmoins un logiciel de supervision plus industriel, installé localement.
Une offre émerge d'éditeurs logiciels spécialisés dans le traitement des données, indépendamment du système d'acquisition. Ces logiciels sont en cours de développement (avril 2010) et, au-delà du simple monitoring de production, devraient proposer un diagnostic plus poussé, c'est-à-dire une analyse de données plus précise.
Les éditeurs de solutions de suivi de compteurs énergétiques proposent également leur logiciel web.

## Les différents marchés

### Le marché résidentiel
En France, après une forte expansion du marché des installations individuelles de 3 kWc, et malgré une certaine protection des tarifs d’achat pour les installations de faibles puissances, le marché a fortement ralenti. Aujourd'hui, le monitoring de production de ces installations est toujours loin d'être systématique. Cependant, même pour de petites installations, le monitoring est essentiel pour garantir un bon fonctionnement du générateur.
En Belgique, le marché résidentiel (jusqu’à 10 kWc) est toujours en plein essor. Une baisse des tarifs d’achat est arrivée en décembre 2011 (15 ans certificats verts → 10 ans), suivie par une seconde en avril 2012 et une troisième en septembre 2012 (http://wallex.wallonie.be/index.php?doc=21258). Une nouvelle baisse devrait arriver en avril 2013 pour la Wallonie. Cependant, cette baisse sera compensée par la baisse des prix constatée partout en Europe. La Belgique utilise un système de certificats verts pour subventionner la production électrique d’installations PV. Les installateurs doivent donc mettre en place un compteur certifié (compteur vert) pour mesurer la production électrique injectée. Les solutions de monitoring basées sur l’utilisation d’un compteur électrique communicant ont donc ici l’avantage d'offrir une double fonctionnalité, mesure officielle et surveillance.
Au Royaume-Uni, le marché du photovoltaïque résidentiel est en plein essor depuis la récente (2010) publication de Feed-in-Tariff (FIT) très attractifs. Le Royaume-Uni a également décidé de favoriser les petites et moyennes installations en réduisant considérablement le FIT au-dessus de 50 kWc.
Comme dans tous les pays, le monitoring résidentiel est peu systématisé. Mais au contraire de la France, le Royaume-Uni à une plus grande expérience dans le déploiement de compteurs communicants. De plus, comme en Belgique, les installations ont besoin d’un compteur (generation meter) installé par l’installateur PV pour mesurer la production générée.